# Minoru Yamada

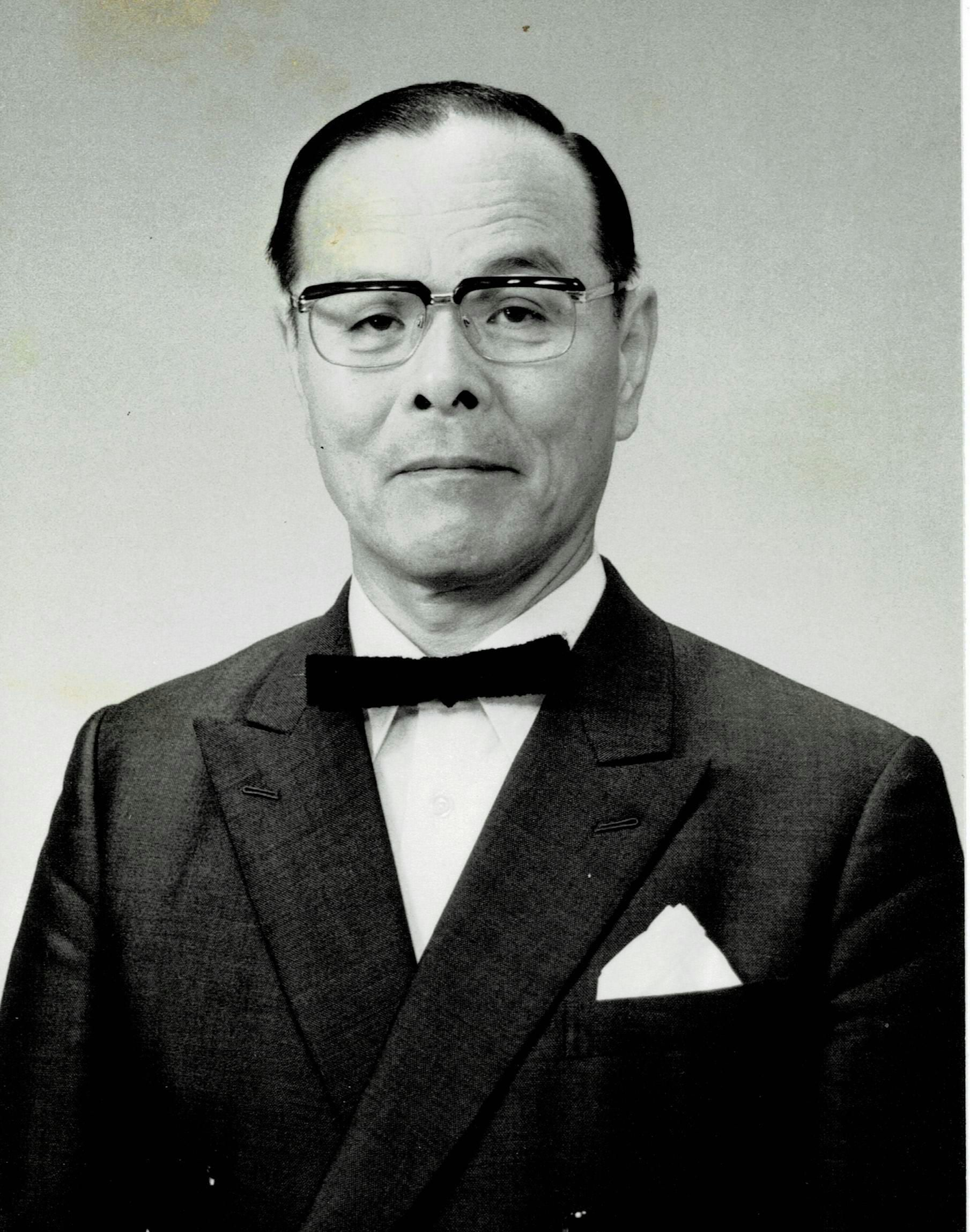

Minoru Yamada (in japanischer Schrift: 仏文学), (* 10. Februar 1930 in Kyōto) ist ein japanischer Bauingenieur, Erdbebenforscher und Hochschullehrer.

## Leben
Der Sohn von Masamitu und Yuki Yamada besuchte das Dritte Staatliche Obergymnasium in Kyōto und nahm 1949 an der dortigen Universität ein Ingenieurstudium auf, das er 1954 mit dem Bachelor of Science abschloss. Ihm folgte 1956 der Master of Science, wo sich mit der Vertieferarbeit im Fachgebiet Hochbaukonstruktionen „Drehfähigkeit plastischer Gelenke in Stahlbetonbalken“ sein späteres Arbeitsgebiet andeutet: Die Erforschung duktiler Tragwerke auf Basis der Plastizitätstheorie; die Quantifizierung der Duktilität von Tragwerken ist für deren Dimensionierung gegen Erdbeben von entscheidender Bedeutung.
1957/1958 verbrachte Yamada als Stipendiat des DAAD einen einjährigen Forschungsaufenthalt am von Kurt Klöppel geleiteten Institut für Statik und Stahlbau der TH Darmstadt. Dort entstand der 1958 bis 1960 veröffentlichte bahnbrechende dreiteilige Beitrag über Fließpolyeder des Rechteck- und I-Querschnittes in der Zeitschrift  Der Stahlbau (heute Stahlbau). Die dort formulierte Fließbedingung für anisotropes Material ist ein grundlegender Beitrag zur Verallgemeinerung des Traglastverfahrens und sollte als Fließbedingung von Klöppel-Yamada in die Fachliteratur eingehen.
Zurück in Japan legte Yamada 1959 seine Dissertation Beiträge zum Traglastverfahren der Universität Kyōto vor. Bis 1964 wirkte er als a.o. Professor und von April 1964 bis zu seiner Emeritierung im Jahre 1992 als ordentlicher Professor an der Universität Kōbe. Danach folgte er einer Berufung an die Kansai University Osaka, der Yamada bis 2000 die Treue hielt. Gleichwohl pflegte er intensive wissenschaftliche Kontakte zur Stahlbauwissenschaft in Deutschland. Davon zeugen nicht nur seine Gastprofessuren an der TU Braunschweig und TU Hamburg-Harburg und seine profunden Veröffentlichungen in der Zeitschrift Stahlbau, sondern auch die aktive Unterstützung des Buches über die Geschichte der Baustatik von Karl-Eugen Kurrer.
Yamadas Arbeiten zum Bauen in Erdbebengebieten prägten sein Forscherleben. Zu nennen sind nicht nur seine Entdeckung des schlagartigen Schubbruchs von gedrungenen Stahlbetonstützen, sondern auch seine Doppelstrategie auf dem Gebiet der Erdbebensicherheit, welche den Zielkonflikt von Sicherheit und Wirtschaftlichkeit pragmatisch löst: Für die häufigen schwachen Erdbeben schlägt Yamada vor, die Bemessung so auszulegen, dass die eintretenden Bauwerksschäden ohne hohe Kosten beseitigt werden können, wohingegen bei den seltenen starken Erdbeben eine solche Versagensart des Tragsystems gewählt wird, die ohne Verlust an Menschenleben möglich ist. Deshalb kritisiert Yamada die Methode des statischen Ersatzlastfalles für Erdbeben als wirklichkeitsfremd und schlägt stattdessen seine mit Hiroshi Kawamura entwickelte „Resonanz-Ermüdungskapazitäts-Methode“ vor – eine Methode, die den Schwingungsbruch durch Erdbeben als Resonanzzustand begreift und das Bruchverhalten des Tragwerks mit der Schwingungstheorie verbindet.

## Ehrungen
1969 erhielt Yamada für seine Arbeit „Beitrag zu Untersuchungen von elasto-plastischen Verformungen und dem Bruchverhalten der Bauwerke“ den Wissenschaftspreis des japanischen Architektur-Instituts des Jahres 1969. Die Universität Kobe ernannte ihn zum Ehrenprofessor. Schließlich wurde er Ehrenmitglied im japanischen Stahlbau-Verband, im japanischen Beton-Verein und in der japanischen Architektenkammer.

## Schriften
- Kurt Klöppel und Minoru Yamada: Fließpolyeder des Rechteck- und I-Querschnittes unter Wirkung von Biegemoment, Normalkraft und Querkraft. Ein Beitrag zum allgemeinen Traglastverfahren für ebene Rahmen, in: Stahlbau, 27. Jg. (1958), H. 11, S. 284–290, 28. Jg. (1959), S. 112 und 29. Jg. (1960), S. 173–179.
- Minoru Yamada: Erdbebensicherheit von Hochbauten, Teil I: Grundideen, in: Stahlbau, 49. Jg. (1980), H. 8, S. 225–231 und H. 9, S. 276–281.
- Minoru Yamada und Hiroshi Kawamura: Erdbebensicherheit von Hochbauten, Teil II: Stahlhochbauten, Stahlrahmentragwerke, in: Stahlbau, 49. Jg. (1980), H. 10, S. 302–311.
- Minoru Yamada, T. Kawabata und K. Yamanaka: Biege-Ermüdungsbruch von Stahlstützen mit I- und Kastenquerschnitt. Teil I: Versuche, in: Stahlbau, 58. Jg. (1989), H. 12, S. 361–364.
- Minoru Yamada und Y. Hashimoto: Ermüdungsbruch von Blechstreifen unter wechselseitig wiederholtem Zug und Druck, in: Stahlbau, 59. Jg. (1990), H. 7, S. 213–217.
- Minoru Yamada: *Neuere Erkenntnisse zur Beanspruchung und zum Widerstand von Stahlbauten bei Erdbeben*, in: Stahlbau, 70. Jg. (2001), H. 9, S. 698–709.
- Minoru Yamada: Schubprobleme im konstruktiven Ingenieurbau, in: Bautechnik, 82. Jg. (2005), H. 1, S. 33–41.
- Minoru Yamada und H. Masuda: Elasto-plastische Schubverformungen und Schubversagen kurzer Stahlstützen, in: Stahlbau, 75. Jg. (2006), H. 12, S. 983–992.